# Mildred Davenport
Mildred Davenport (Roxbury, 12 de novembro de 1900 - Boston, 1990) foi uma atriz afro-americana da Broadway e professora de dança. Ela foi a primeira mulher negra dos Estados Unidos a performar com a orquestra Boston Pops.

## Biografia
Ela nasceu em Roxbury, Massachusetts, seu pai Samuel Davenport era assistente de vagão. Ela frequentou Boston Girls' High School, se formando em 1918, e depois ela foi para Sargent School for Physical Culture n aUniversidade de Boston. Depois ela estudou dança com Ted Shawn.
Na década de 1920, ela abriu sua primeira escola de dança, a Davenport School of Dance, onde ela ensinou por décadas. Em 1932, ela fundou sua segunda escola de dança, the Silver Box Studio, no 522 Columbus Avenue em Boston.
Na década de 1930, ela atuou em vários músicais and revues na Broadway, incluindo Blackbirds e Flying Colors. Em uma época  em que era raro artistas negros e brancos atuarem juntos no palco, ela se apresentou com artistas como Imogene Coca e Clifton Webb. Em 1938, ela dançou interpretações espíritas com a orquestra Boston Pops, se tornando a primeira afro-americana a se apresentar com a Boston Pops. Ela fez uma turnê pela costa leste for cinco anos com um show intitulado Chocolate Review.
Na Segunda Guerra Mundial, Davenport se tornou a primeira mulher negra a se alistar na Women's Auxiliary Army Corps, elevando a sua primeira patente de primeiro tenente para capitão durante a guerra.
Depois da guerra, ela trabalhou para Massachusetts Commission Against Discrimination por duas décadas (1947–1968)e serviu como diretora do Conselho Admnistrativo para NAACP de Boston.
Em 1973 Davenport recebeu o prêmio Sojourner Truth pela Associação Nacional de negros empreendedores e o Clube Profissional de Mulheres, Boston e Clube Vicinity.
Davenport morreu em Boston, Massachusetts em 1990.
Uma coleção de papeis, fotografias, programas de dança e outros pertences estão depositados na UC Irvine's Special Collections and Archives.